# Église Santa Maria dei Servi
Santa Maria dei Servi fut une église catholique de Venise, en Italie.

## Localisation
L'église est située dans le sestiere de Cannaregio.

## Historique

Le rédempteur et les apôtres- Bonifacio de' Pitati Galeries de l'Académie de Venise

En 1318 fut démarré ici la construction d'un couvent de l'ordre des Servites de Marie. Les travaux de l'église commencèrent en 1330, mais le travail ne fut achevé qu'en 1474, avec la consécration en 1491.
L'église a été conçu pour rivaliser avec San Zanipolo et les Frari.
Le monastère est célèbre parce que Paolo Sarpi, grand consultant et théologien de la république de Venise, y passa sa vie.
Un grave incendie a détruit la plupart des bâtiments du monastère et la précieuse bibliothèque en 1769. L'église et le monastère ont été supprimés en 1813 et presque totalement détruits.
En 1821, il ne subsistait que la Cappella dei Lucchesi et deux portails, dont le portail gothique du XVe siècle.
Le site a été racheté par Canon Daniele Canale qui y fonda en 1864, avec Anna Maria Marovich, l'Istituto Canal Marovich ai Servi, une institution charitable pour les femmes sorties de prison. La Cappella dei Lucchesi a été reconstruite tout comme la chapelle de l'Institut. Le complexe abrite maintenant un foyer d'étudiants.